# Alcea antoninae
Alcea antoninae är en malvaväxtart som beskrevs av Modest Mikhaĭlovich Iljin. Alcea antoninae ingår i släktet stockrosor, och familjen malvaväxter. Inga underarter finns listade i Catalogue of Life.